# Phaseolus microcarpus
Phaseolus microcarpus är en ärtväxtart som beskrevs av Carl Friedrich Philipp von Martius. Phaseolus microcarpus ingår i släktet bönor, och familjen ärtväxter. Inga underarter finns listade i Catalogue of Life.